# Tangara chrysotis
La tangara orejidorada (en Ecuador) (Tangara chrysotis), también conocida como tangará pechirrufa (en Colombia) o tangara de oreja dorada (en Perú), es una especie de ave paseriforme de la familia Thraupidae, perteneciente al numeroso género Tangara. Es nativa de regiones andinas del oeste de Sudamérica.

## Distribución geográfica y hábitat
Se distribuye por la pendiente oriental de la cordillera de los Andes desde el suroeste de Colombia (Huila), por el este de Ecuador, el este de Perú, hasta el noroeste de Bolivia (Cochabamba).
Esta especie es considerada poco común en sus hábitats naturales:  los bosques húmedos y sus bordes, principalmente en altitudes entre 900 y 2300 m.

## Sistemática

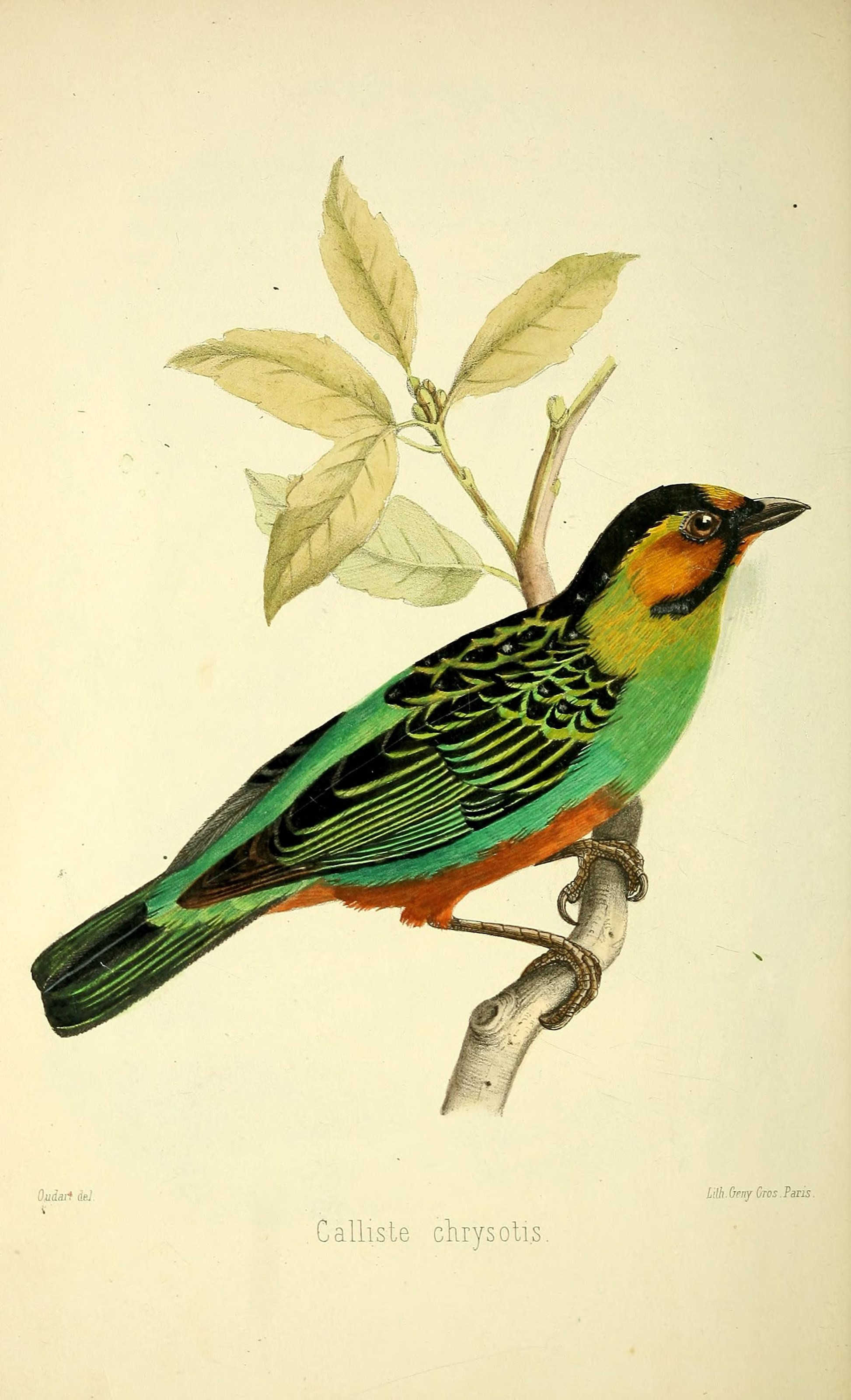
Calliste chrysotis = Tangara chrysotis, ilustración de Oudart en A monograph of the birds forming the tanagrine genus Calliste, 1857.

### Descripción original
La especie T. chrysotis fue descrita por primera vez por el ornitólogo belga Bernard du Bus de Gisignies en 1846 bajo el nombre científico Calliste chrysotis; su localidad tipo es: «Perú».

### Etimología
El nombre genérico femenino Tangara deriva de la palabra en el idioma tupí «tangará», que significa «bailarín» y era utilizado originalmente para designar una variedad de aves de colorido brillante; y el nombre de la especie «chrysotis» se compone de las palabras del griego  «khrusos»: oro, y «otēs»: semejante, que se parece.

### Taxonomía
Es monotípica.